# ごみ収集車

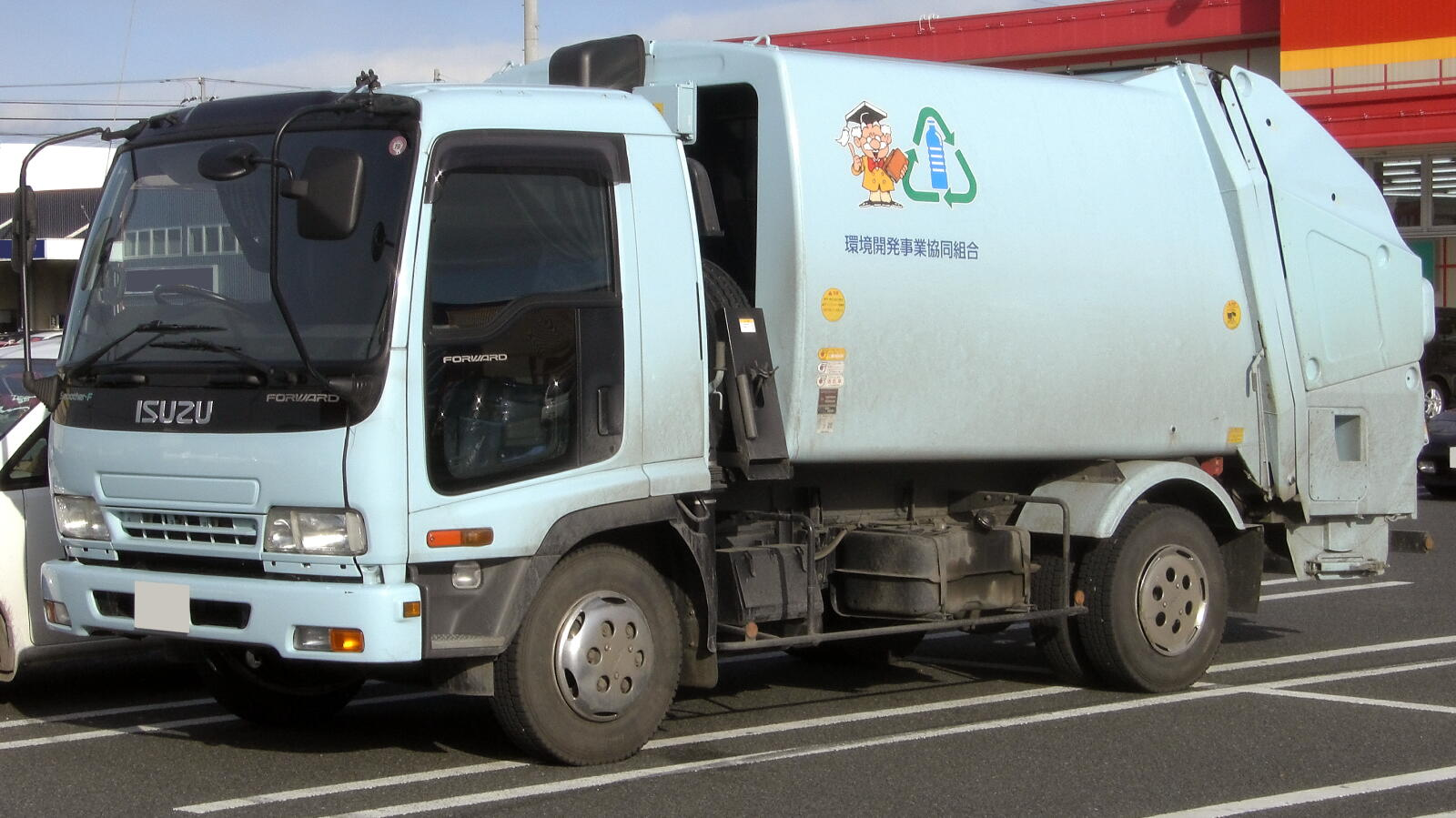
ごみ収集車

ごみ収集車（ごみしゅうしゅうしゃ）とは、ごみを収集して処分施設まで運搬する目的に特化した業務用車両である。
国土交通省による区分（特種用途自動車を参照）では塵芥車と称されるほか、通称として、塵芥収集車、パッカー車、清掃車、集塵車などと称されることもある。

## 概要

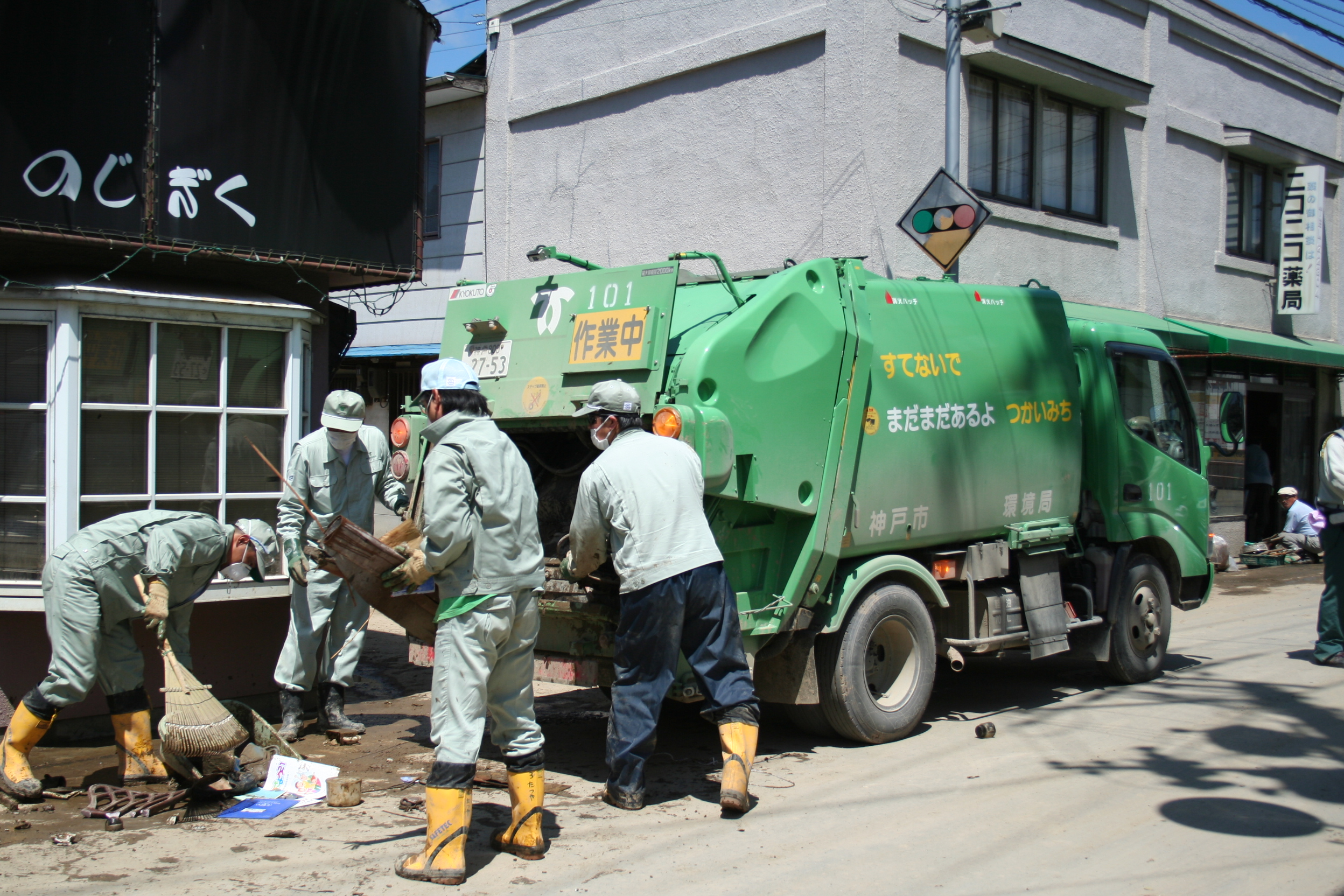
台風被災地でのごみ収集

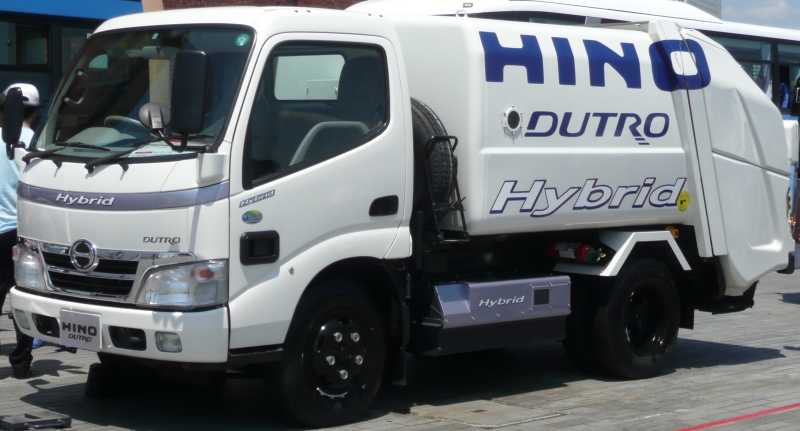
助手席ドアがスライドドアに改造されたごみ収集車

日本で最も普及している機械式ごみ収集車で、厨芥などの収集ごみを自動的に荷箱に押し込み圧縮する装置を備えている。
家庭ごみの収集には、住宅街の路地の奥まで入ることから2トン車が多く用いられるが、事業所等に出入りする4tトラック車体を用いる大容量のものもある。実積載量はごみの質による差はあるものの、2t車体で1トンから1.4トン程度とされる。回転板で押込む方式のプレス機構により減容しながら箱型の容器に積み込むので、ごみの飛散を防ぎ、積載効率を向上することができる。プレス機構は強力であり、普通の家具などは難なく押しつぶすパワーを持っている（自動販売機や大型冷蔵庫なども圧縮する力も持っている）。一方、操作員が詰まったゴミを排除しようとした際などに誤って巻き込まれる事故も発生している。
生ごみなどを含むごみを回収する際に悪臭を生ずる場合があり、この原因となる水分を垂れ流さないため車体の下部には汚水タンクが取り付けられている。また、香水の原理を応用し悪臭を甘い香りに変えるごみ収集車用の消臭剤も発売されている。
収集車は不燃ごみや粗大ごみの収集にも使われるが、石油ファンヒーターやガスボンベ、スプレー缶などがプレス板に押し潰される際に爆発し、最悪の場合は箱型容器から出火する例もある。このため収集車には基本的に消火器が搭載されている。
ごみの積み込みは人力で行うが、主に都市部では収集コンテナを置き、コンテナを収集車後部にあるリフトに接続して反転し、テールゲート内へ投入することもある。荷下ろしの方法はダンプ式または押出式（荷箱内の押出板が後方へスライド）である。
一部の車両は助手席からの乗降を容易にするため、助手席側のドアがスライドドアに改造されている。また、日本の一部の地方自治体やアジア諸国などでは、周りの人々に気付いてもらいやすいように、電子音のメロディを鳴らしながらごみを回収する事例もある。台湾では「エリーゼのために」もしくは「乙女の祈り」がゴミ収集車の合図として広く知られている（なお、台湾の場合は低速走行しながらメロディを流す収集車にゴミを投げ込む方式となっている）。
深夜・早朝における、ごみ収集車の稼働が騒音問題を引き起こす例がある。ごみの圧縮にエンジンの動力ではなくバッテリーの電力を利用することにより低騒音化したごみ収集車が開発されている。
アメリカではアーム付ごみ収集車もある、garbage truckやtrash truckと呼ばれている。アメリカの道路は広いので、一般に日本のものより大型車を採用している。圧縮機能も強力で、乗用車の車体を圧縮するパワーを持つ車両もある。
回転板式車は粗大ごみや剪定枝などの回収には不向きで、しばしば停止することが見られる。

## 歴史

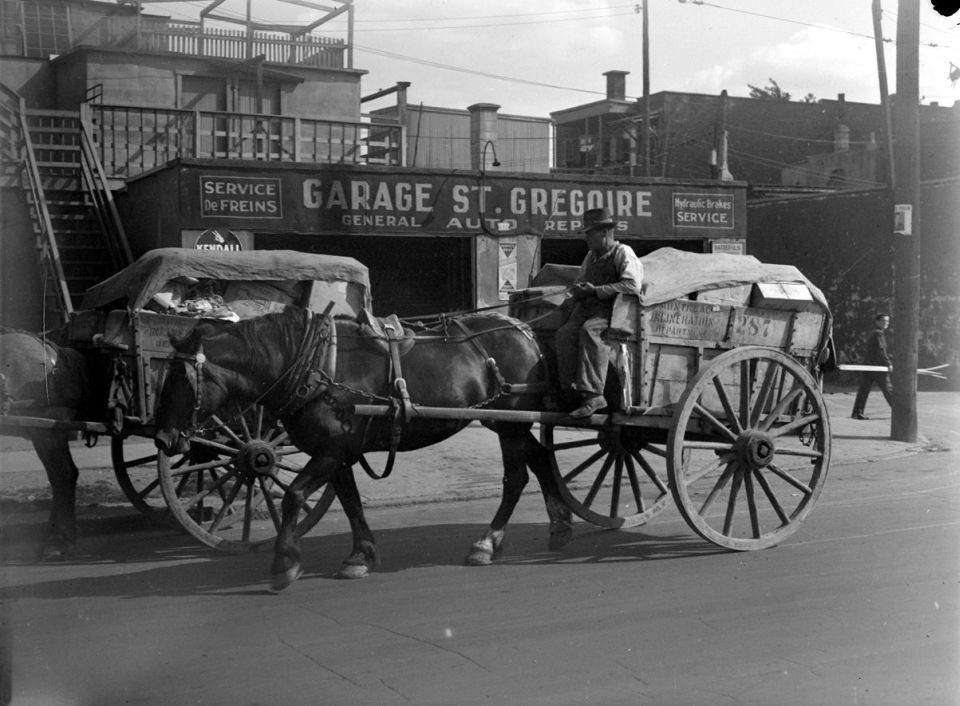
1945年、カナダ・モントリオールでゴミを収集する馬車

何世紀にも渡り、廃棄物を運搬するためワゴンや他の手段が用いられてきたが、世界初となる自走式ゴミ収集車は1897年、イギリスのチジック地区評議会からソニークロフトに対し発注されたものがその一つとされている。これは埃とゴミの収集に特化したデザインを採用した蒸気式ティッパー車であった。
ゴミ収集は人口と密接な関係にあり、都市が成長するにつれゴミが顕著となるため、都市開発には必ず付いて回る問題の一つである。但し人口の性質は指数関数的に増加するため、ゴミは人口密度がより大きな要因となる。人口が密集したにもかかわらず上下水の未整備や遅れ、ゴミが放置された結果、赤痢、コレラ、腺ペストなどの病原菌が蔓延する結果となった。この経験から18世紀に世界初となるゴミ収集サービスが誕生しており、収集用カートで歩きながらゴミや排泄物の収集を行っている。この方法により赤痢を抑えることには成功したが、他の病原菌に対し十分ではなかった。そこで1920年代にイギリスでカバーが付けられたカートが開発されている。やがてゴミ収集は労働集約型産業となり、作業員は手作業で収集したゴミを車両に押し込み積載する方式となったが、怪我をしやすい環境であったため、ホッパーが開発される切っ掛けとなった。
1920年代には、初となるオープントップ式のトラックが使用されたが、悪臭と廃棄物の飛散により、直ぐに屋根付き車両が一般的に採用されている。これら蓋付きのトラックは、当時、人口密度の高い欧州地域に於いて初導入されており、次いで北米地域で導入されているが、直ぐに世界中で使用されている。
車両開発に関する問題点として、車に積み込むためにごみ収集作業員が廃棄物を肩の高さまで持ち上げる必要に駆られる点であった。そこで、1920年代後半、この問題を解決するため開発された方法は、車両後部に別室を設け、そこに螺旋状の回転体を取り付ける方法であった。その後、より効率的な方法として1929年に開発されたのがティッパー車であった。ティッパー車には車体に箱を引き込むためのケーブルが取り付けられており、集積場の箱（コンテナ）毎ケーブルで車両に引き込む方式が採用されている。

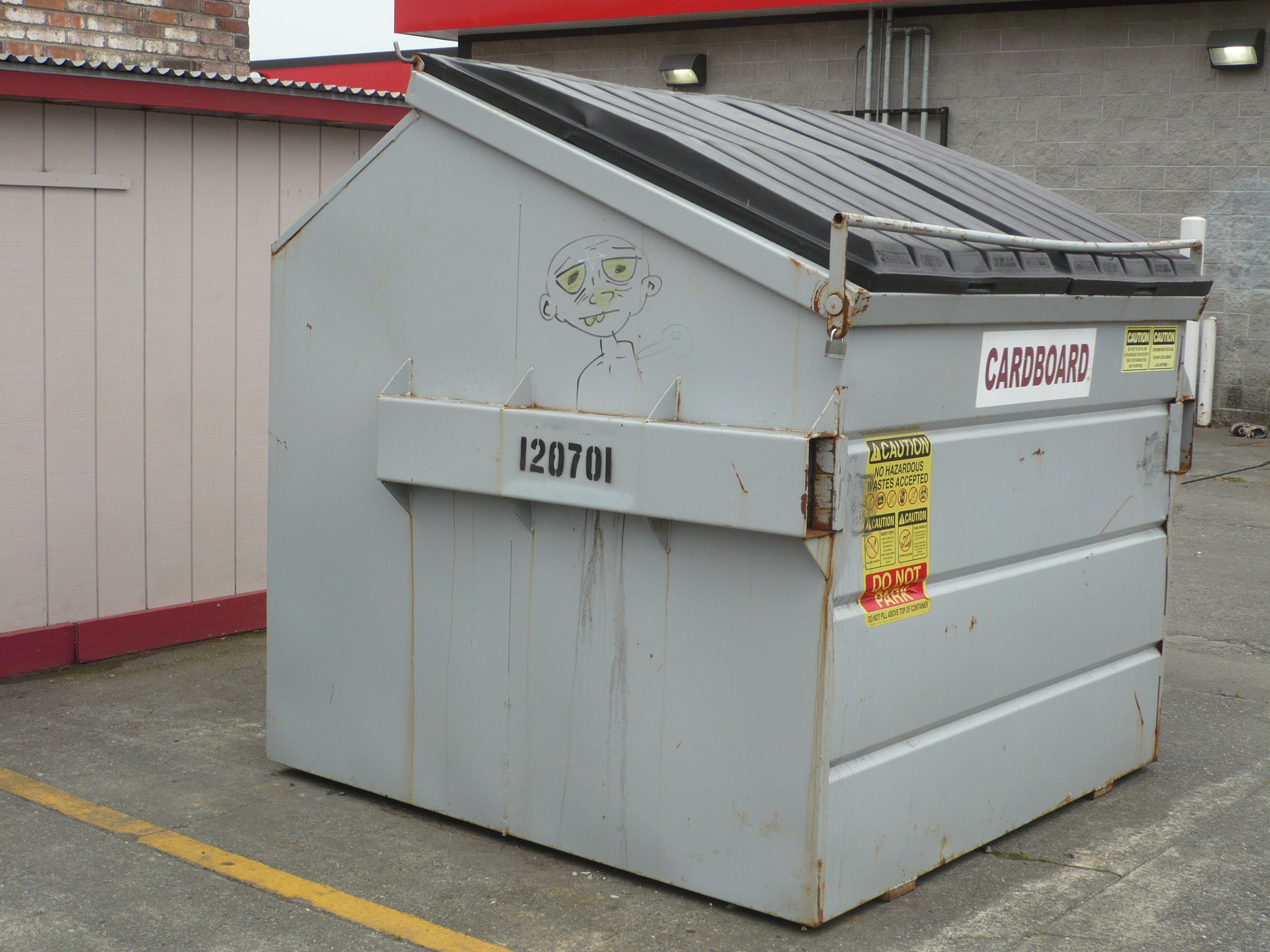
ダンプスター

1937年、アメリカ人ビジネスマンであったジョージ・デンプスターは「デンプスター＝ダンプスターシステム（Dempster-Dumpster system）」を開発。この方式は車輪が取り付けられた廃棄物コンテナを車両に傾けゴミを車両に搭載する方法であった。デンプスターが開発したコンテナは現在ダンプスター（Dumpster）として一般的に認知されており、今日「Dumpster（ゴミ箱）」という単語として定着している。
1938年にミシガン州の自動車メーカーであったガーウッド・ロード・パッカーは圧縮機（コンパクター）を開発。これをトラックに組み込むことで業界に革命を齎している。最初のコンパクターは従来の2倍の容積を積載することが可能であり、定期的に圧縮する油圧プレスを利用することで容積を増やすことが可能となった。その後、積載効率を上げるため、圧縮メカニズムに様々な改良が加えられている。また、機械的に投入されるとゴミが不均等に投入される問題点があり解決のため回転式の車体が試みられているが、最終的に分配圧縮機の採用が行われている。

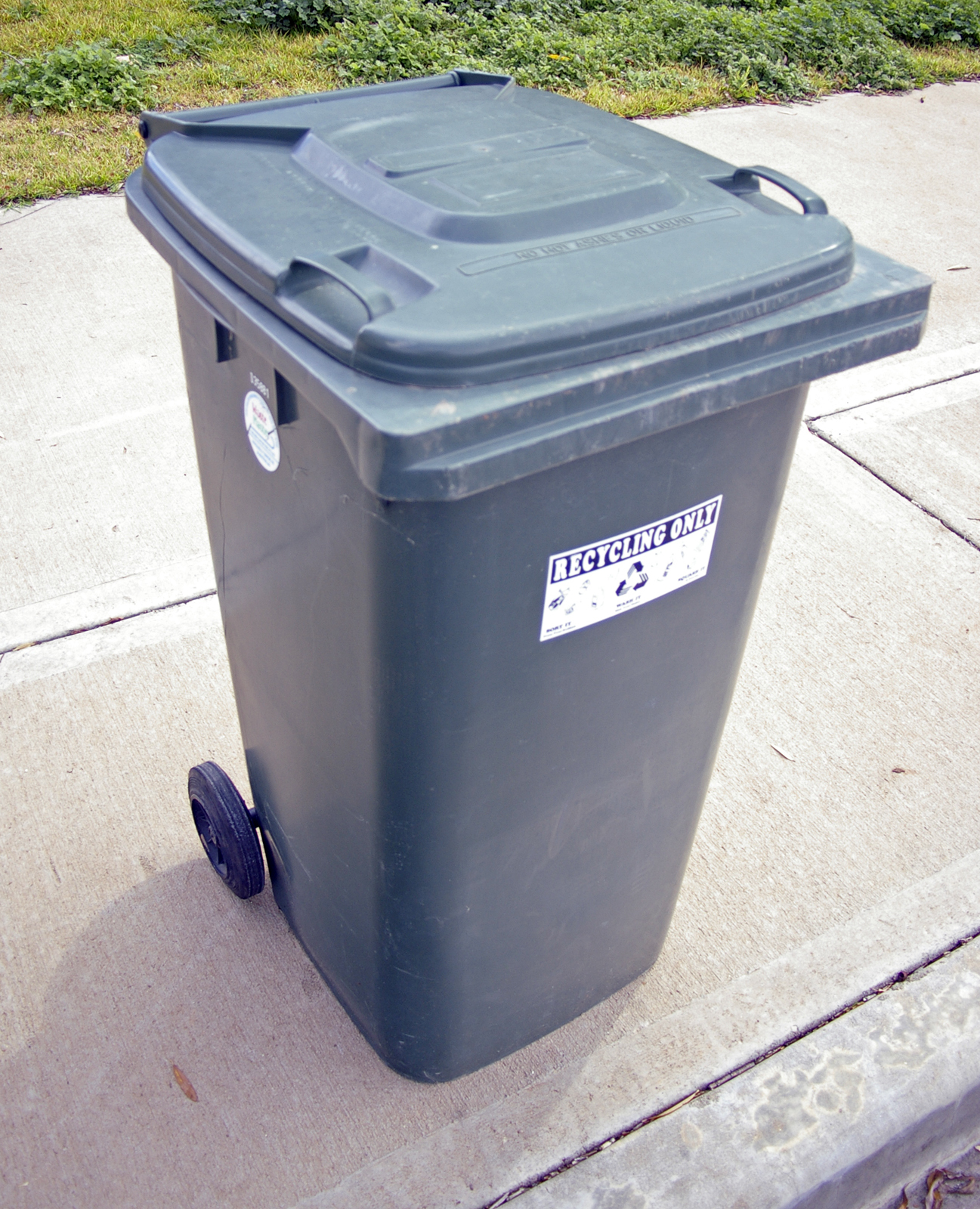
ウィリー・ビン

1955年、世界初となるフロントローダー（前方搭載）方式のゴミ収集車「デンプスター＝ダンプスター」をアメリカのデンプスター・ブラザースが開発。しかし、1970年代まで一般的ではなかった。これは、1970年代にウィリー・ビンとして一般的に認識されている移動式ゴミ箱が登場しており、ウィリー・ビンを専門に収集する車両が登場している。このほか1970年代半ばには、アメリカのピーターセン・インダスリーズ（Petersen Industries）が都市ゴミ用グラップル（鉤爪）トラックの開発を行っている。
1969年、アリゾナ州スコッツデール市は世界初となる全自動サイドローダー式収集車を導入。この新型は運転手が運転席から離れることなく30秒サイクルで300ガロン（約1,136ℓ）のゴミを回収することが可能となっている。
1997年、ピーターセン・インダスリーズは新型車両「リー・ラスバン（Lee Rathbun）」を発表、ライトニング・リア・ステアー・システム（Lightning Rear Steer System）と名付けられた新方式は、トラックの後部に収集用アームを搭載し、運転手とアームオペレーターの2名で収集を行い、トラック後部に牽引したバケットにゴミを搭載して行く方式である。これにより運転手は運転に集中することができ、アームオペレーターは継続的にウィリービンの回収を行うことが可能となる。
労働者の手作業を排し、自動化と効率を追求した結果、労力、時間、税金を抑えることに成功している。
日本で現在のように使われ始めたのは、1960年代後半からである。

## 収集方式

### フロントローダー
北米の都市部、事業系、産業系ゴミの収集方式として一般的な方法である。一般的に「ダンプスター」として知られる車輪と蓋付きの大型コンテナゴミ収集ボックスを車両前部に取り付けられた電動油圧式リフトを用いてコンテナごと持ち上げ回収する。収集コンテナの両脇にはリフトの差し込み口が設けられており、運転手は収集車の位置を合わせた後、運転席に取り付けられた操作用ジョイスティックを操作しコンテナを回収する。また、コンテナは上昇後、投入口（ホッパー）上で上下反転する様、リフトに反転機構が取り付けられた車両も存在する。投入されたゴミは前後に振動を加えながら油圧壁によって後部で圧縮される。
近年の車両では「pack-on-the-go hydraulics」システムが備わっており、これにより位置合わせと収集（PTO）の2工程であったものが、完全停車せずにゴミ収集が可能となっており、このシステムにより、より早く回収することで、より多くの集積所を周ることが可能となった。車体一杯にゴミが回収されると圧縮壁が最後部まで移動し、テールゲートより排出が行われる。この他、リフトに差し込み使用するサイドローダー付き収集バケットであるキュロットカン（Curotto Can）アタッチメントが存在する。

### サイドローダー

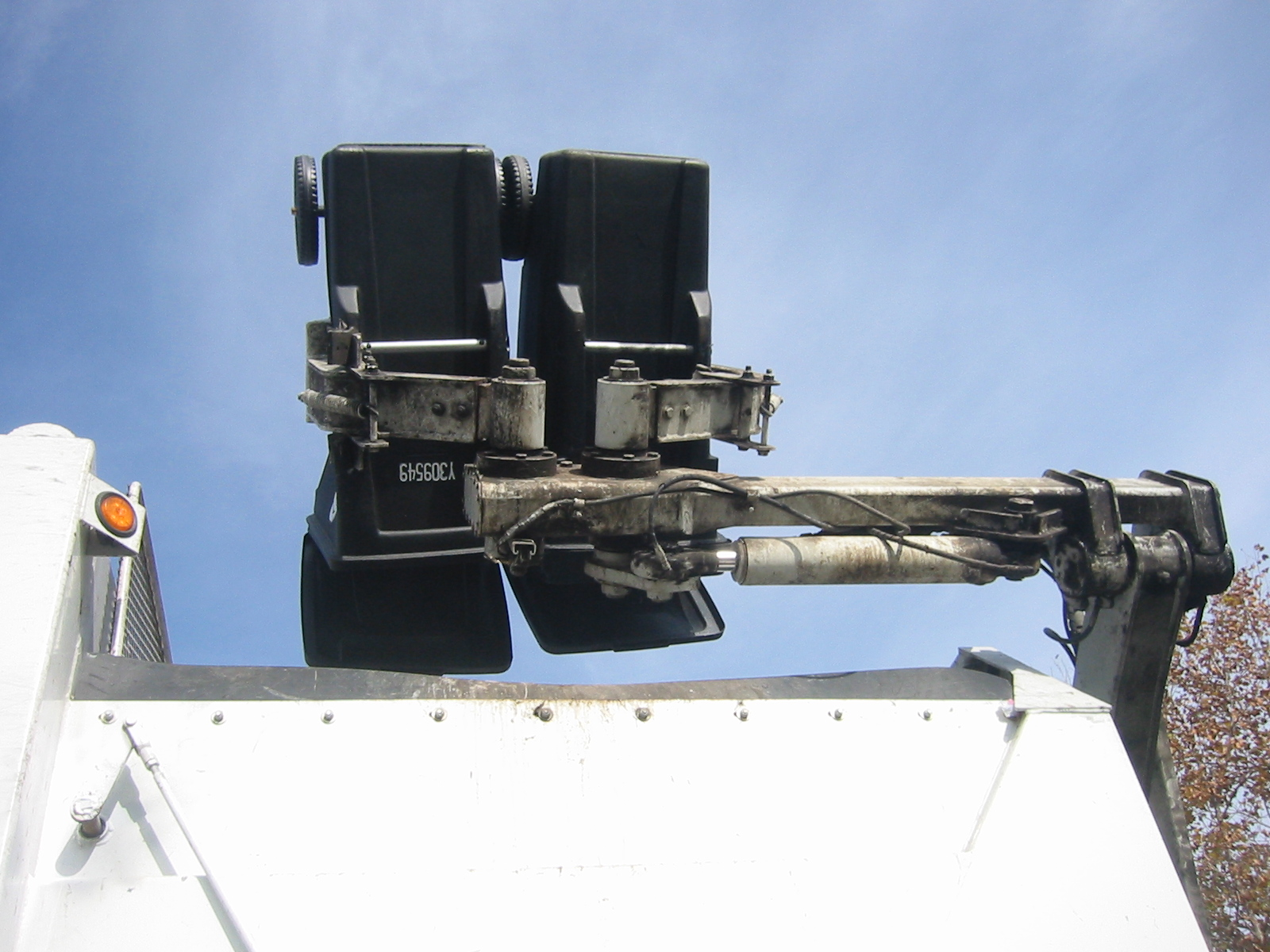
ウィリービンを2つ掴んだ機械式アーム

フロントローダーの側面方式である。手動ローダーまたは自動式のクローフック（爪）が取り付けられた機械式アームにより側面からウィリービンを積み込む方式である。アームで持ち上げた後、ホッパー内で回転または横転させることでゴミを排出する。アームは運転席に取り付けらたジョイスティックにより操作される。

#### 手動/半自動サイドローダー
車両側面に機械式ローダーが取り付けられているが、このローダーは上下運動とホッパーに投入するだけであり、ボタン操作を必要とし、車両までは人によって運ばれる。積み込みに関して後部ローダー方式に比べ作業時間が長くなる欠点があるが、サイドローダーが両側に取り付けられた車両の場合、道路の両側で同時に収集作業を行うことで相殺される利点も持ち合わせている。

#### 自動サイドローダー
機械式アームが取り付けられており、主にウィリービンを掴み持ち上げた後、ホッパー内で回転しゴミが排出される。従来2-3人を要する手作業の後部ローダー方式に比べ、怪我に遭う確率が減り、一人で作業が可能であるため近年需要が高まっている。しかし、ゴミ箱に関しある程度互換性のある車輪付きウィリービンの使用が求められる
。上部ホッパーに折り畳み式粉砕プレートが取り付けられた車両もあり、大きなゴミや堅いゴミが投入された場合に使用される。

#### 手動/自動サイドローダー
基本的に自動サイドローダーと同じ機構であり、アームを用いた収集が行えない場合、側面に取り付けられた手動サイドローダーでの収集が行われる。新型である高価な自動サイドローダー車両を購入する必要が無く、アームのみを後から既存車両に取り付けることが可能であり、費用面でメリットがある。

### 後部ローダー

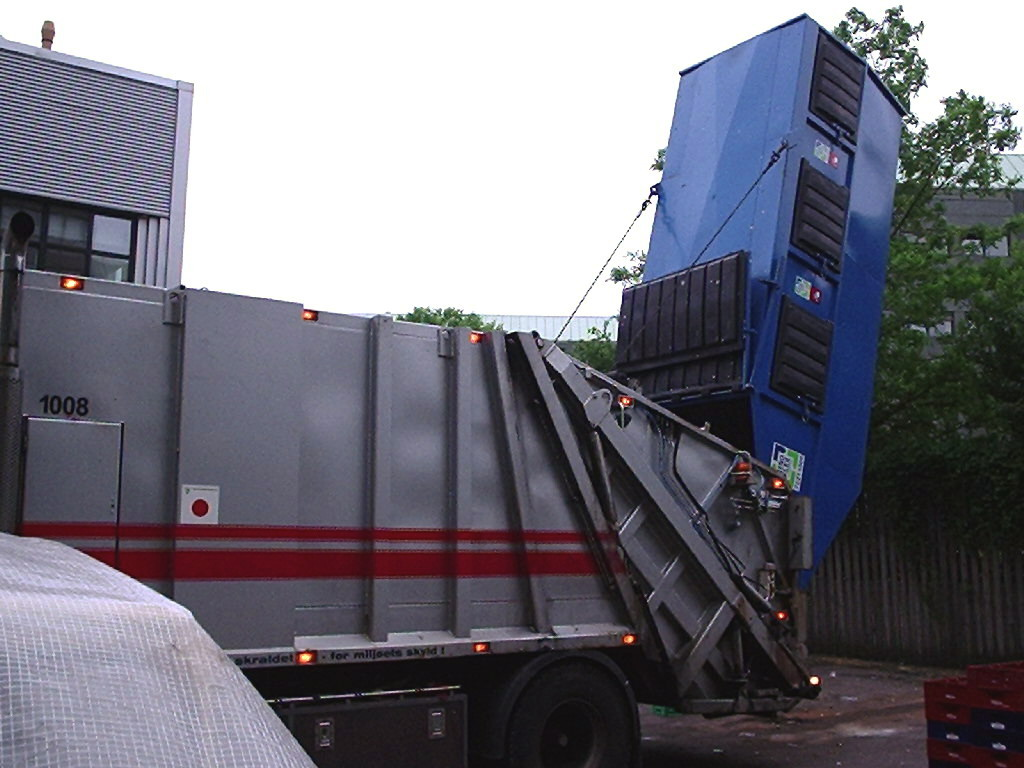
コペンハーゲンで稼働する自動収集式後部ローダー。

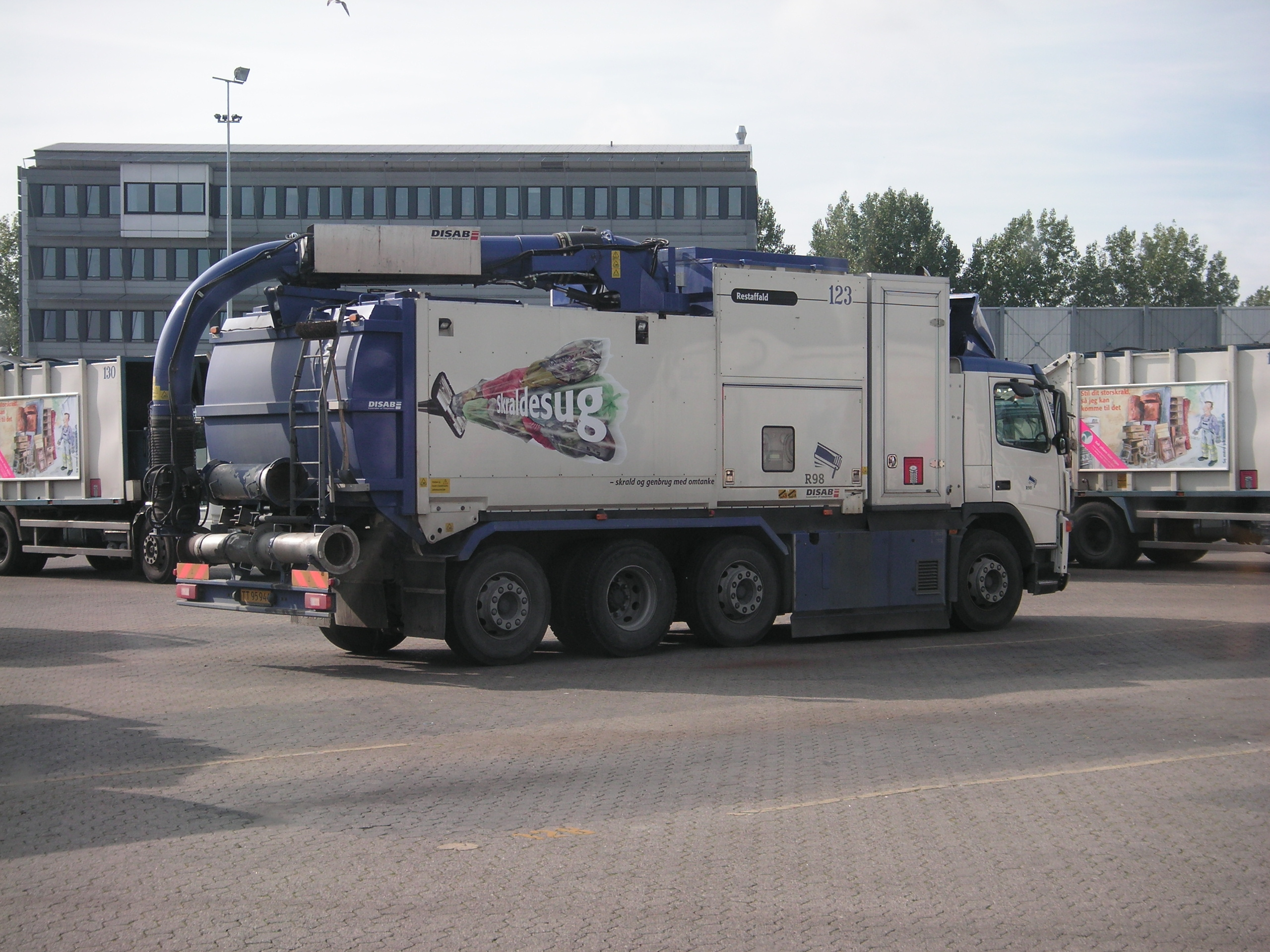
デンマークで稼働する吸引式トラック

日本で一般的な方式。トラック後部に開口部がありそこからゴミを投入する。海外では後部ローダー用コンテナが使用されており、コンテナは車両後部に合う様設計されており、コンテナを垂直にするためトラックにはチェーンないしケーブルが取り付けられており、収集者が一切触ることなく自動で投入する。
収集車は可動プレートないしシャベルを備えており、後部に投入されたゴミをすくい上げて移動壁に押し付け圧縮する。また、この圧縮機の構造は多種多様であり、「スイープ・アンド・スライド式」と「スイング式」が現在の主流となっている。連続式の圧縮機は1960年代と1970年代に人気があり、ドイツでは主にミキサー車などで使用されるアルキメディアン・スクリューの原理を利用した車両の開発を行っており、ゴミを粉砕しながら圧縮する方法が採られている。油圧壁は一定圧で強制開放されるか人為的に操作ボタンを押すことにより移動する。また、安全面での懸念と燃料消費量の増加傾向から小型な後部ローダー式の需要は年々下がっている。ドイツで開発された方式は農作物など有機廃棄物を効果的に堆肥化させることができるため、ニッチな需要を保っている。

### 吸引式
吸引機能の付いたホースが取り付けられたクレーンアームが車両に取り付けられている。この機構により遠方や高所、地下などへのアクセスが可能となり、伸ばした先で廃棄物を吸引する。駐車車両や天候、その他の障壁下での収集作業に関し利点がある。主に排出を行う車両はコンクリートポンプ車となり、アームが無い車両はバキュームカーとなる。

### グラップル

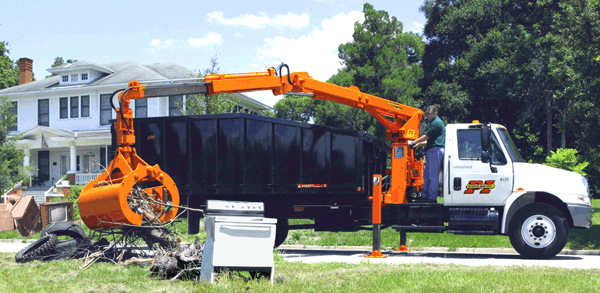
グラップルアームが取り付けられた小型トラック

クレーンやショベルカーで使用されるアタッチメントの一種である鉤爪が取り付けられたクレーントラック。主に産業廃棄物処理や林業、建築現場で使用されており、この爪により大型の廃棄物や重量物の収集が可能であり、種類によっては爪を使用した解体も行うことが可能。
クレーン式
主に欧州で行われている収集方式。車両にはアームロール式のオープンバケットとクレーンが備わっており、収集用コンテナ（ゴミ箱）には下部が解放される機構が備わっているためクレーンを用いて収集コンテナを吊り上げ、バケット上で吊り上げた状態のままコンテナ下部を解放させることでゴミを収集する。

### ロールオフ
車両に長方形のバケット（コンテナ）を搭載しており、車両に取り付けられたホイスト（ウインチ）ワイヤーとレールによってバケットその物を地面に卸す（ロールオフ）ことが出来る機構。油圧フック機構を用いた車両は日本では一般的にアームロールやフックロールと呼ばれ、正式には脱着装置付きコンテナ専用車と称される。工場や建築現場などで使用され、産業廃棄物の収集やイベント会場のゴミ箱としても利用されている。これにより手作業を介すことなく自動で収集が可能となる。

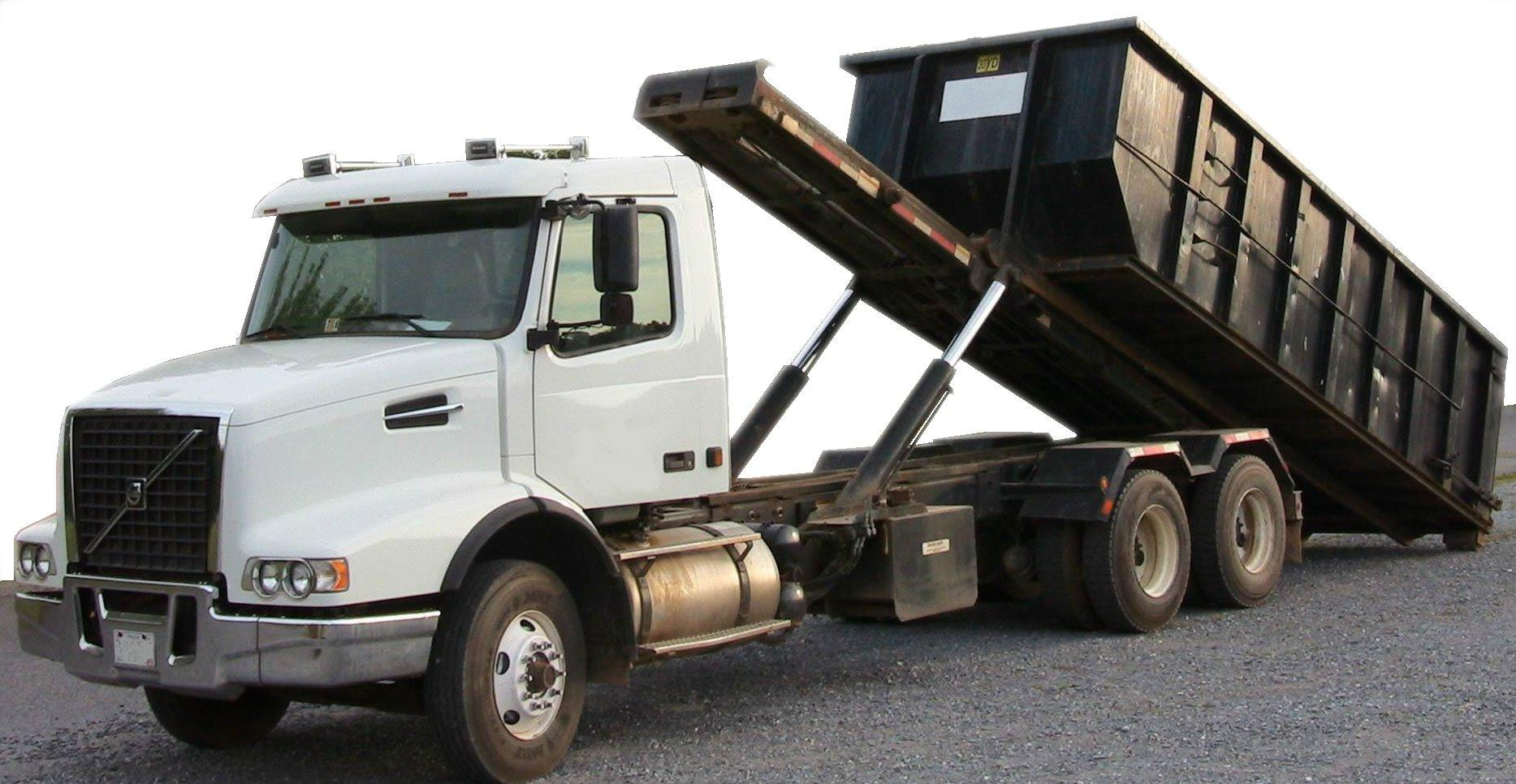
アメリカで稼働するロールオフ車両
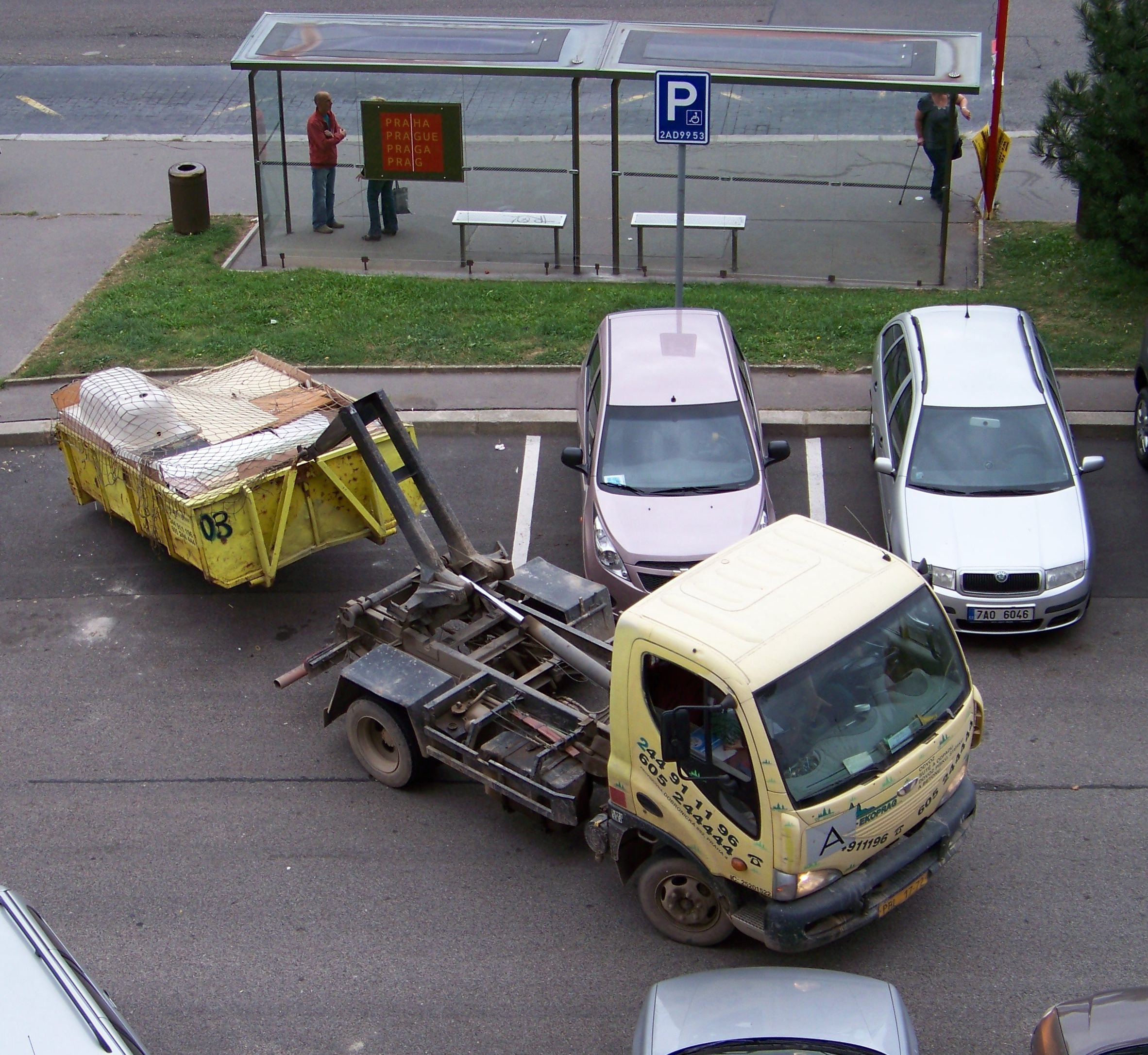
チェコで収集作業中のアームロール車両

### ビンディッパー
リフト機構や上下反転機構のみを独立させた産業用機械。パレットや小型コンテナに積まれた品物を他の産業機械などに移動させる場合に使用される。
アメリカではゴミ収集車に搭載された時期もあった。近年、重量物を手作業で扱うことにより筋骨格系障害の原因となる研究結果が出ており 、アメリカの政府機関や学校、企業では手作業で行うことを禁止しており、健康と安全面から他業界でも採用する機会が増えている。

## 主な用途
ごみ収集の他にも、古紙回収業者がオフィスや町内会等から古段ボールや新聞古紙などを回収したり、造園業者が剪定後の小枝の運搬用とするなど積荷を限定して使用することもある。
最近では弾力が大きいペットボトル積込に対応した機種も発売されている。
最新式のパッカー車は計量装置（自重計）を装備し、ゴミの重量をおおむね正確に計量することが可能である。
特殊な用途としては、側面などの車体の一部分を透明にしてごみ収集車の仕組みを可視化した車両が、環境学習に活用されることもある。

## 種類
- 回転板式車（パッカー車）

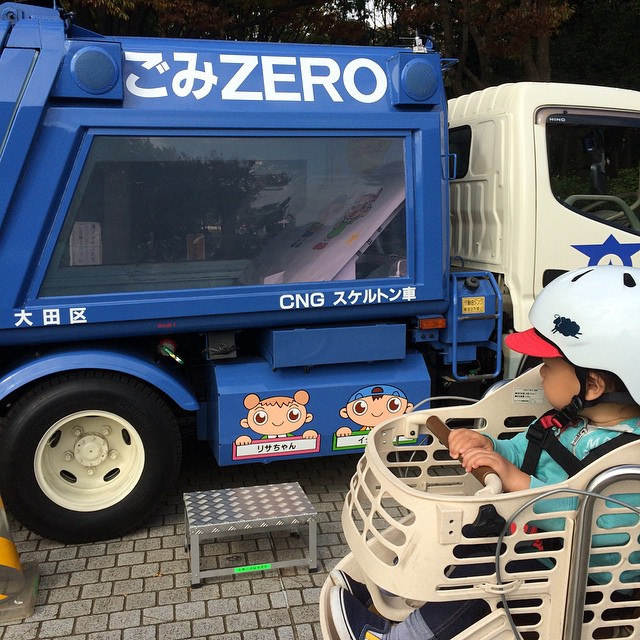
ごみ収集車（パッカー車）の内部構造

  - テールゲート底部にある回転板でごみをかき上げ、上部にある押込板で荷箱内へ積み込む。ほとんどがダンプカーのように荷台を持ち上げて排出する。
  - プレス機構と違って飛び散りが少なく、生ごみや缶・瓶などの回収に適している。
- 圧縮板式車
  - テールゲート内に上下する圧縮板があり、ごみをプレスしてからかき上げて荷箱内へ積み込む。センターパネル（ゴミ逆流防止装置）を装備するものもある。大半が荷台を持ち上げずに荷箱内の排出板で押し出して排出する。一般ごみはもちろん、家具や冷蔵庫、自転車までもつぶす力を持っている。産業廃棄物処理用に使われることもある。
  - メーカーによると、圧縮圧力は150〜160kg/cm²くらいだという。
  - これとは別にクレーン付圧縮板式車（クレーン付圧縮装置付収集車）が過去にあったが、ダストボックス方式が2010年の東京都府中市を最後に廃止された為、巡回のごみ回収として使われなくなった。

- 荷箱回転式車

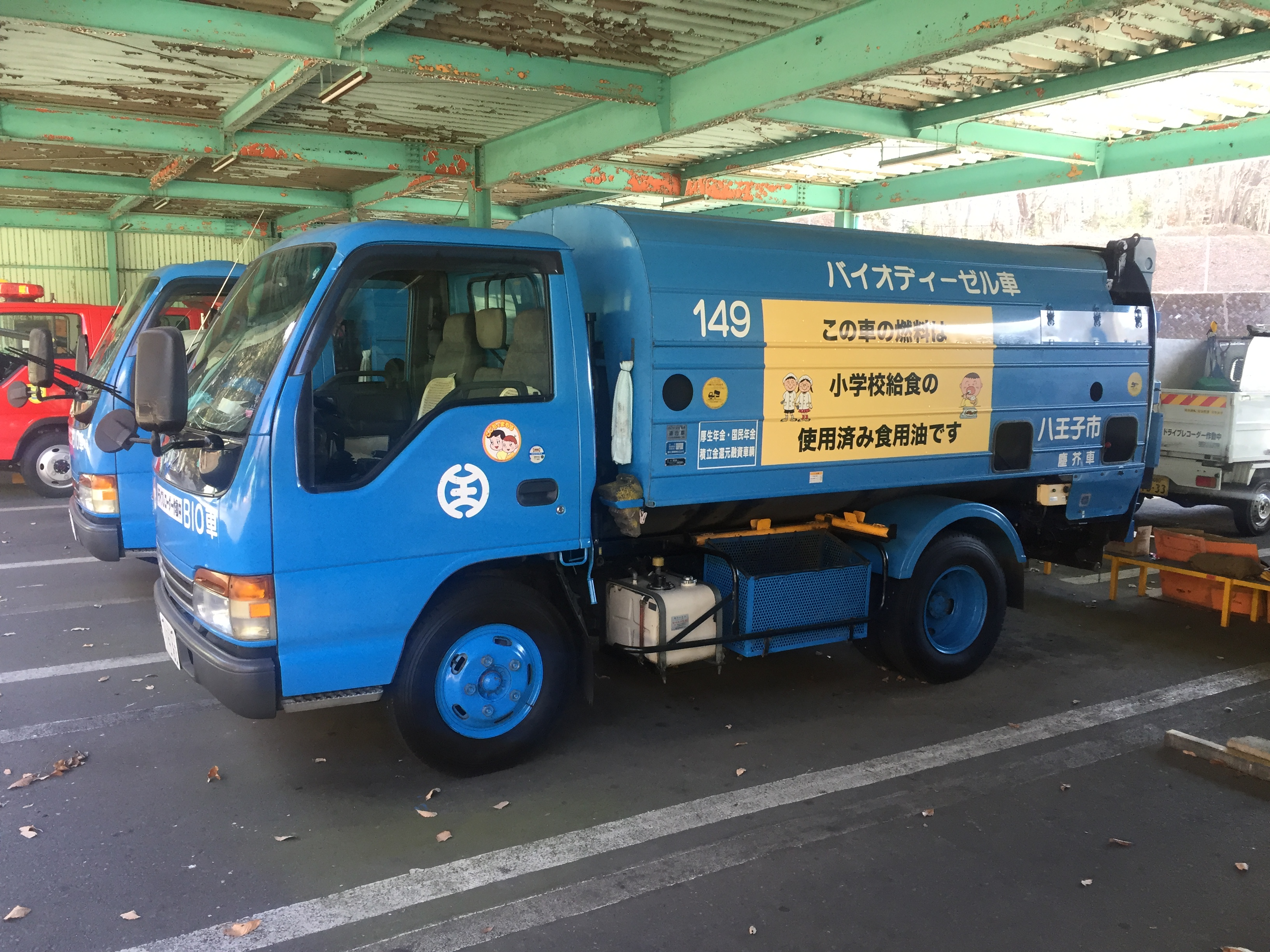
荷箱回転式のごみ収集車

  - 円形のドラムを回転させながら、ごみを巻き込んで荷箱内へ積み込む。ロータリー式とも呼ばれ、コンクリートミキサー車のごみ収集車版みたいなものである。大半が荷台を少し傾けてドラムを逆回転さして排出する。中はコンクリートミキサー車のようなスクリューがある。
  - 狭い路地に対応の軽自動車版も登場している。

日本のメーカーにおける呼称（商品名）は以下の通り。
- 極東開発工業 - プレス式：プレスパック、回転板式：パックマン
- 新明和工業 - プレス式：G-PX・タウンパック、回転板式：G-RX・ルートパッカー
シキボウとの共同開発による香水の原理を応用した臭気対策剤および機材を同グループの新明和商事において販売[2][注 2]。
  - 富士重工業（現：SUBARU）[注 3] - フジマイティー（プレス式：G-PX、回転板式：G-RX）
- 富士車輌 - プレス式：プレスローダー、回転板式：クリーンパッカー、荷箱回転式：ロータリープレス
- モリタエコノス - プレス式：プレスマスター、回転板式：パックマスター

## 主な使用されている車種

### 小型トラック
- いすゞ・エルフ
- 日野・デュトロ
- 三菱ふそう・キャンター
- UD・カゼット（いすゞ・エルフ[注 4]のOEM車）
- トヨタ・ダイナ（日野・デュトロのOEM車）
- 日産・アトラス (いすゞ・エルフのOEM車)
- マツダ・タイタン（いすゞ・エルフのOEM車）

### 中型トラック
- いすゞ・フォワード
- 日野・レンジャー
- 三菱ふそう・ファイター
- UD・コンドル（いすゞ・フォワードのOEM車）

## 各国の収集車

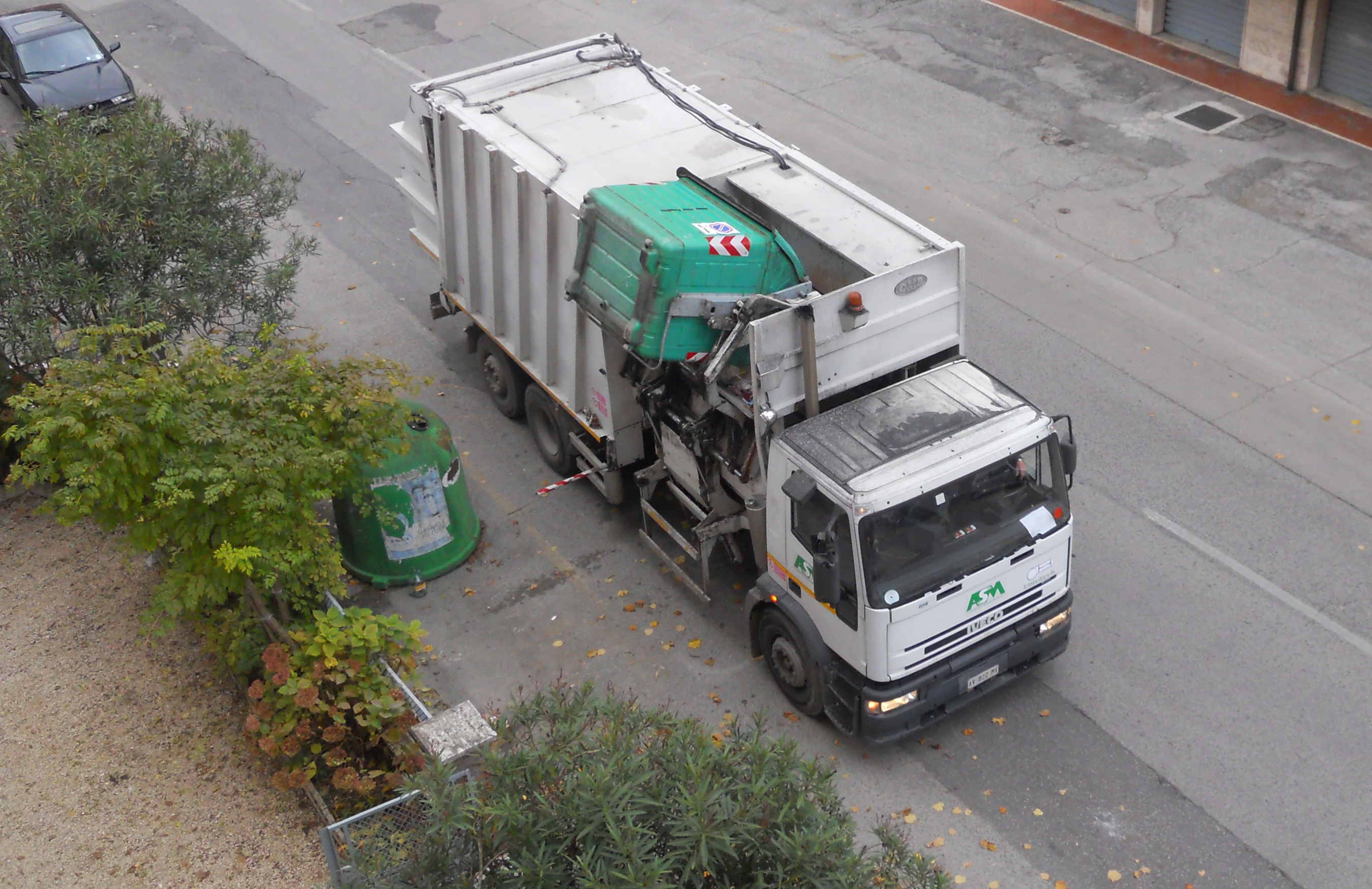
イタリアの収集車。自動サイドローダー
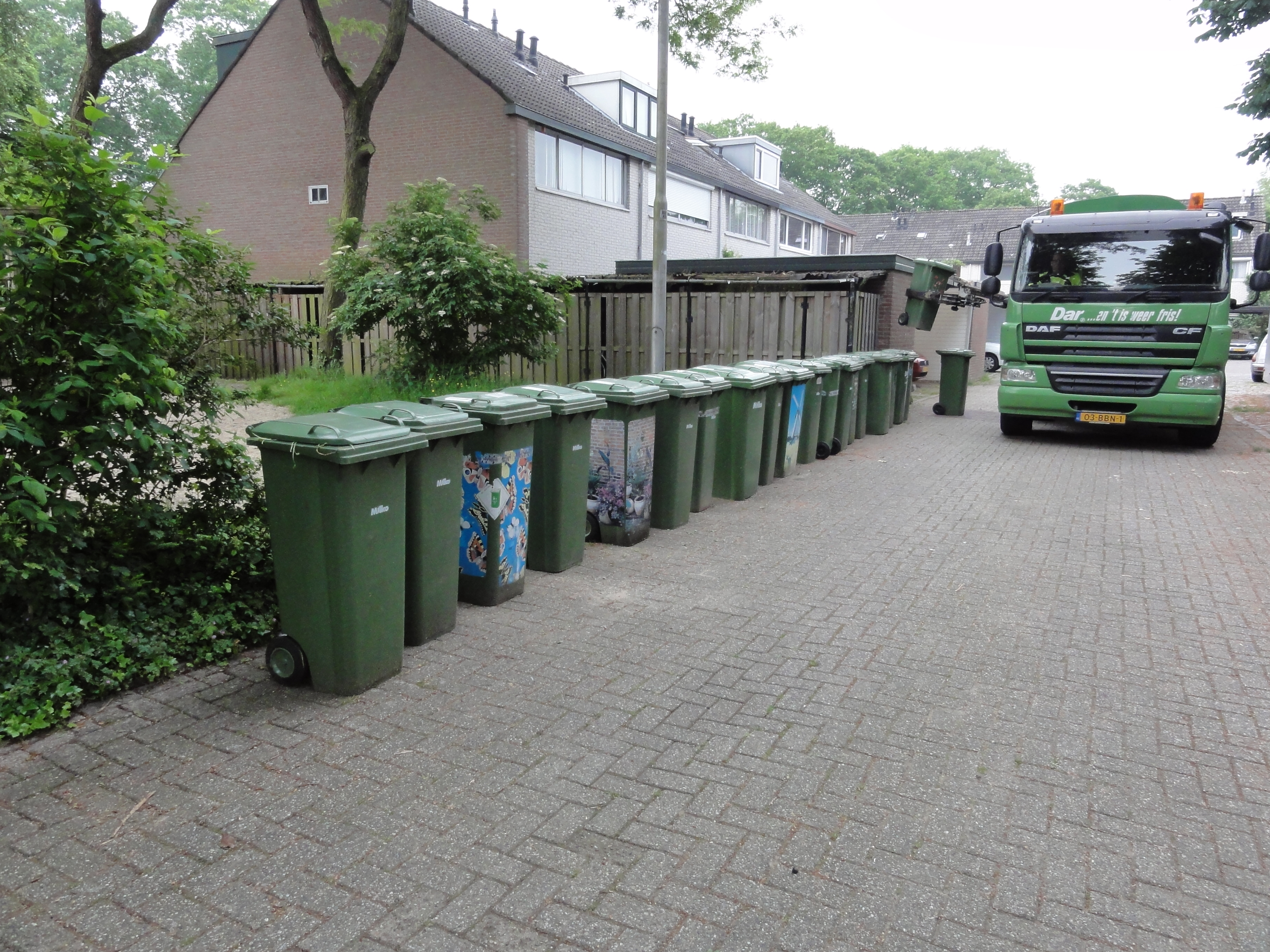
オランダの収集車。自動サイドローダー
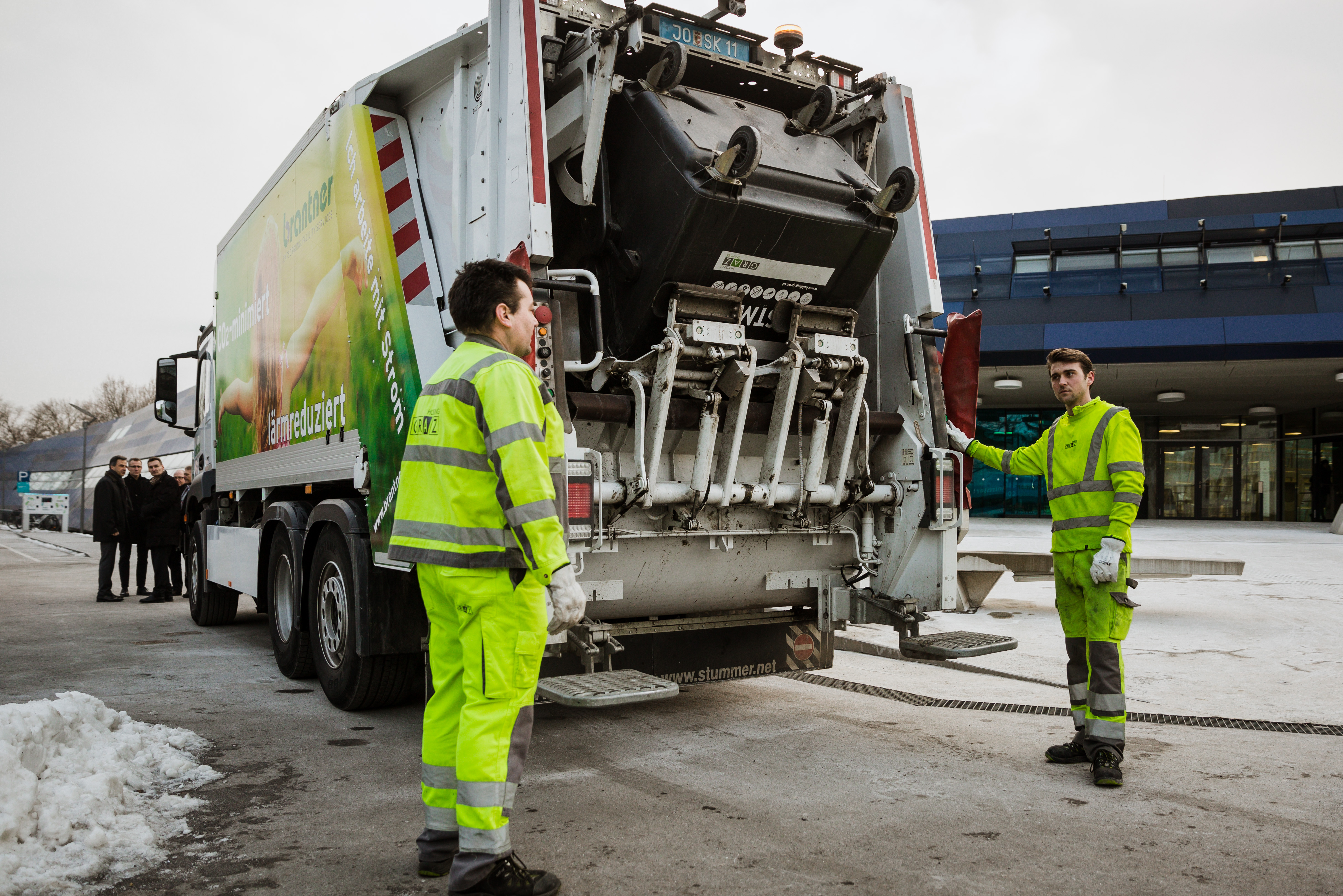
オーストリアの収集車。半自動後部ローダー
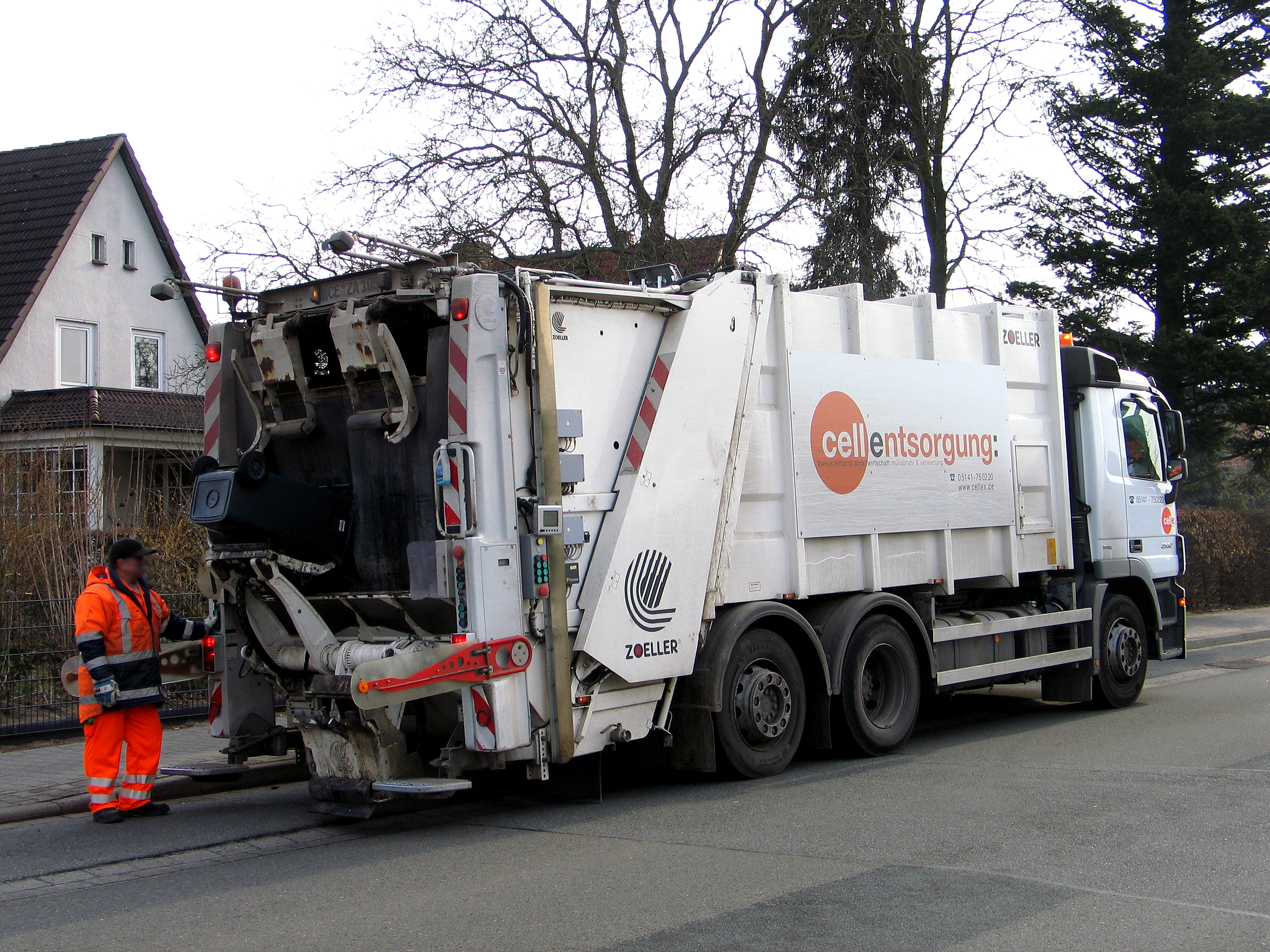
ドイツの収集車。半自動後部ローダー
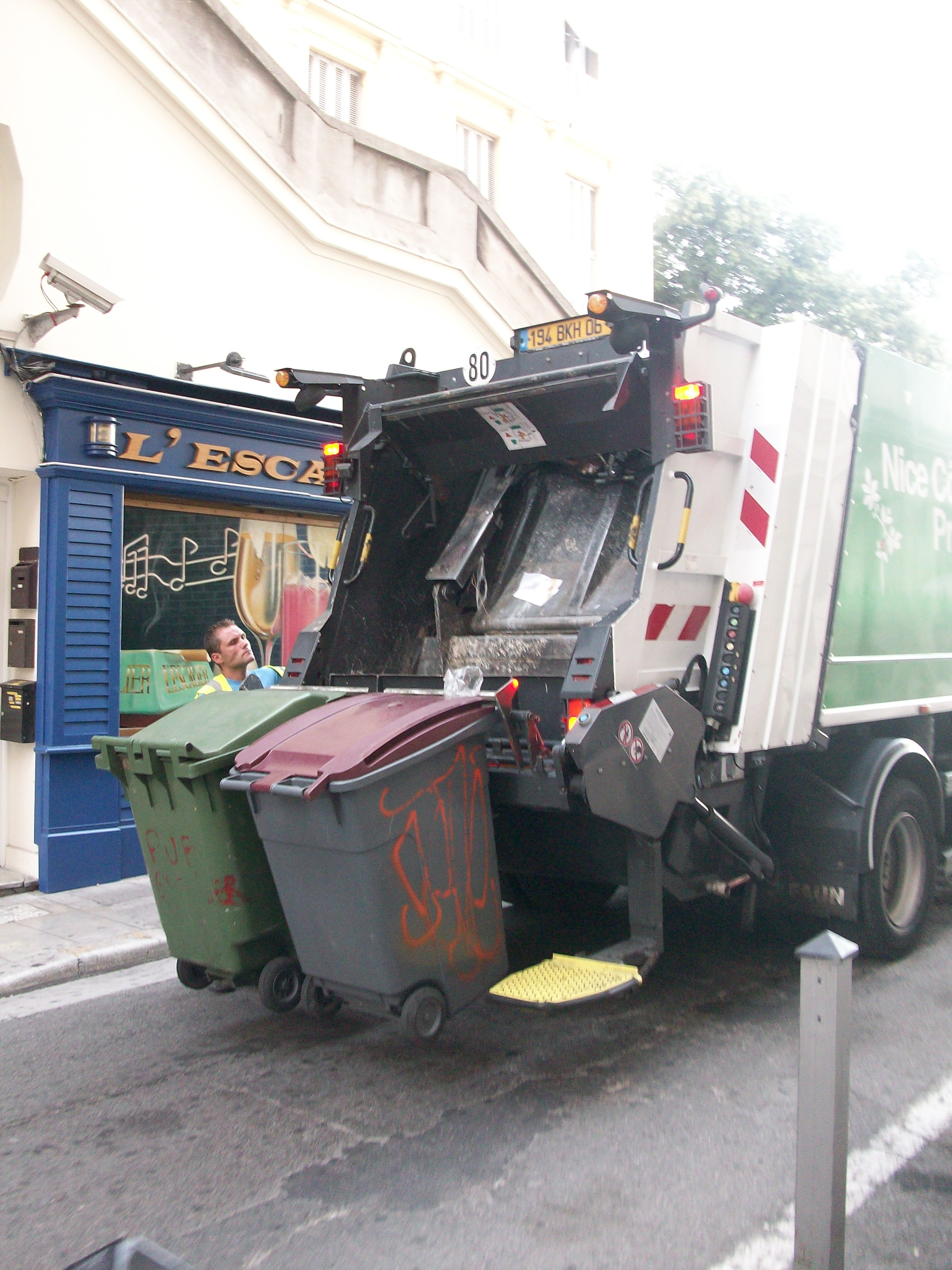
フランスの収集車。半自動後部ローダー
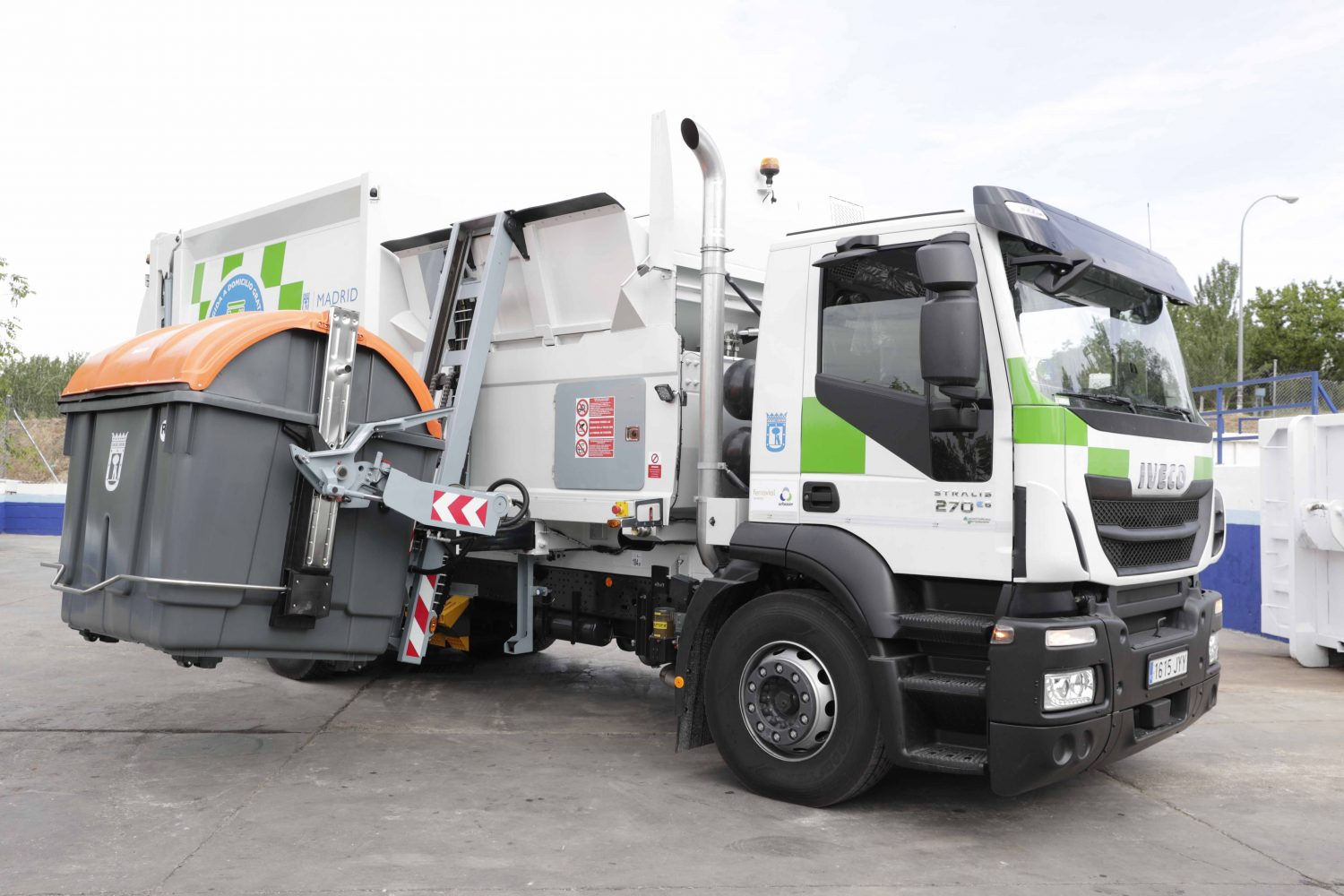
スペインの収集車。自動サイドローダー
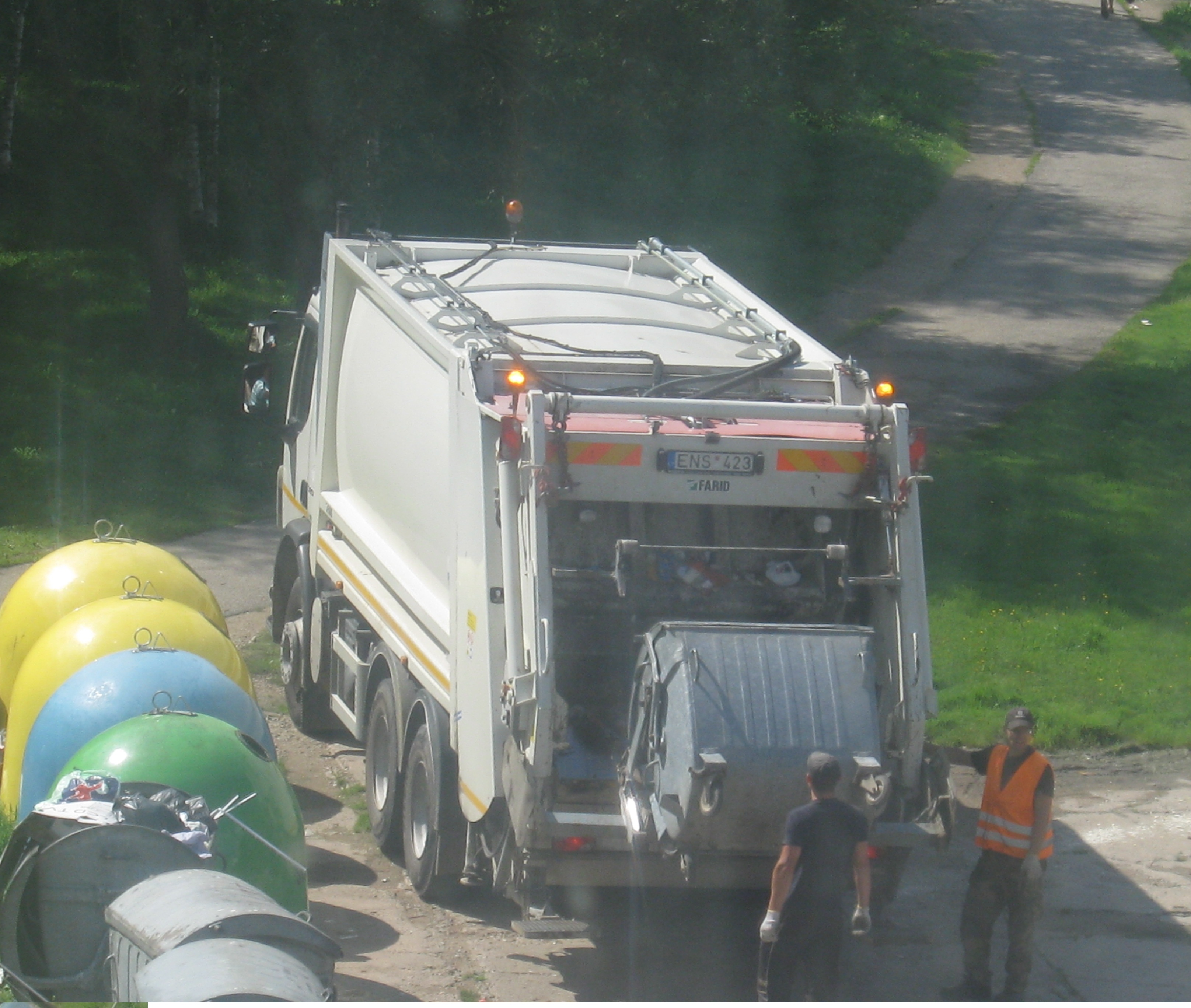
リトアニアの収集車。半自動後部ローダー
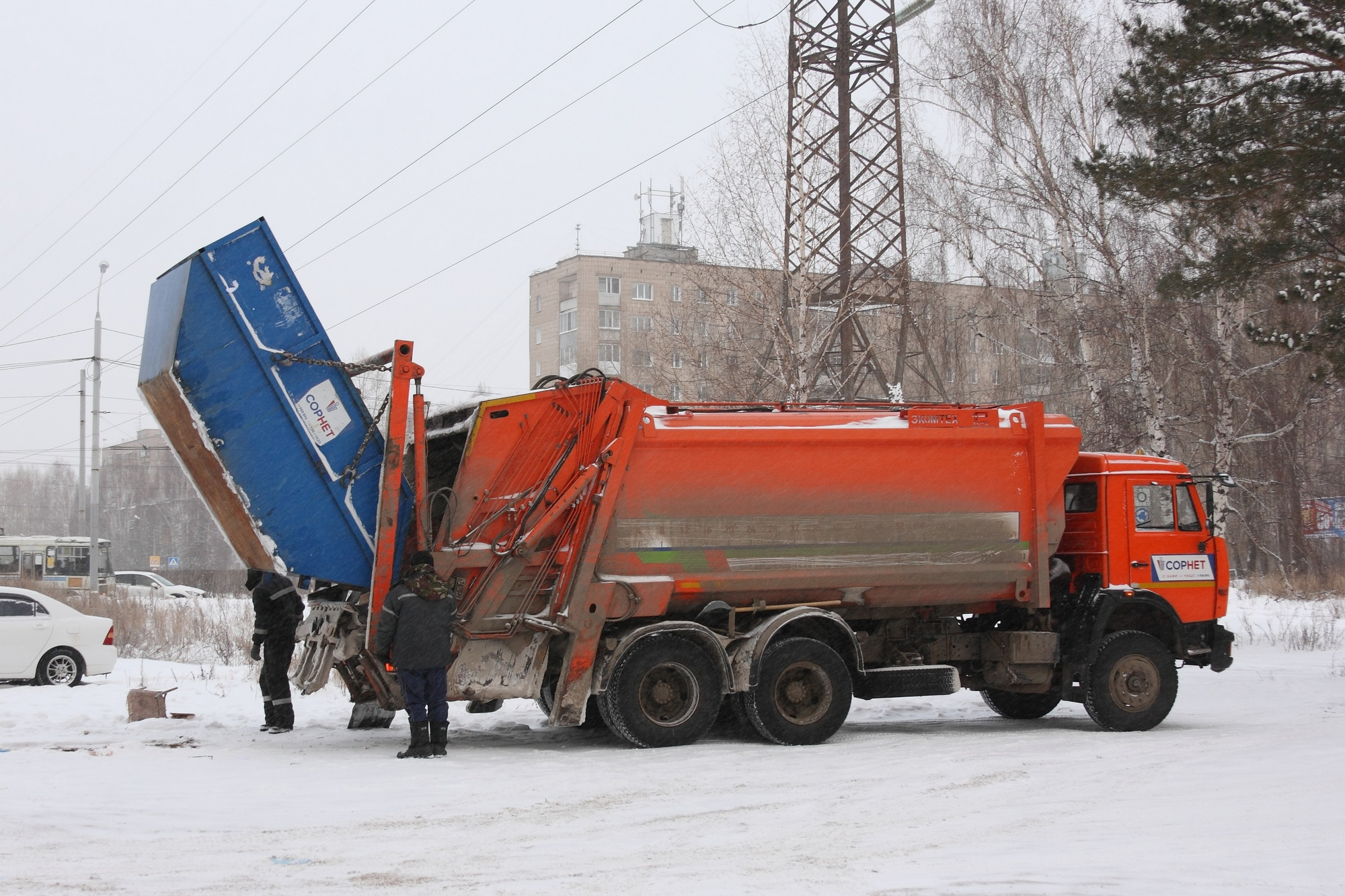
ロシアの収集車。半自動後部ローダー
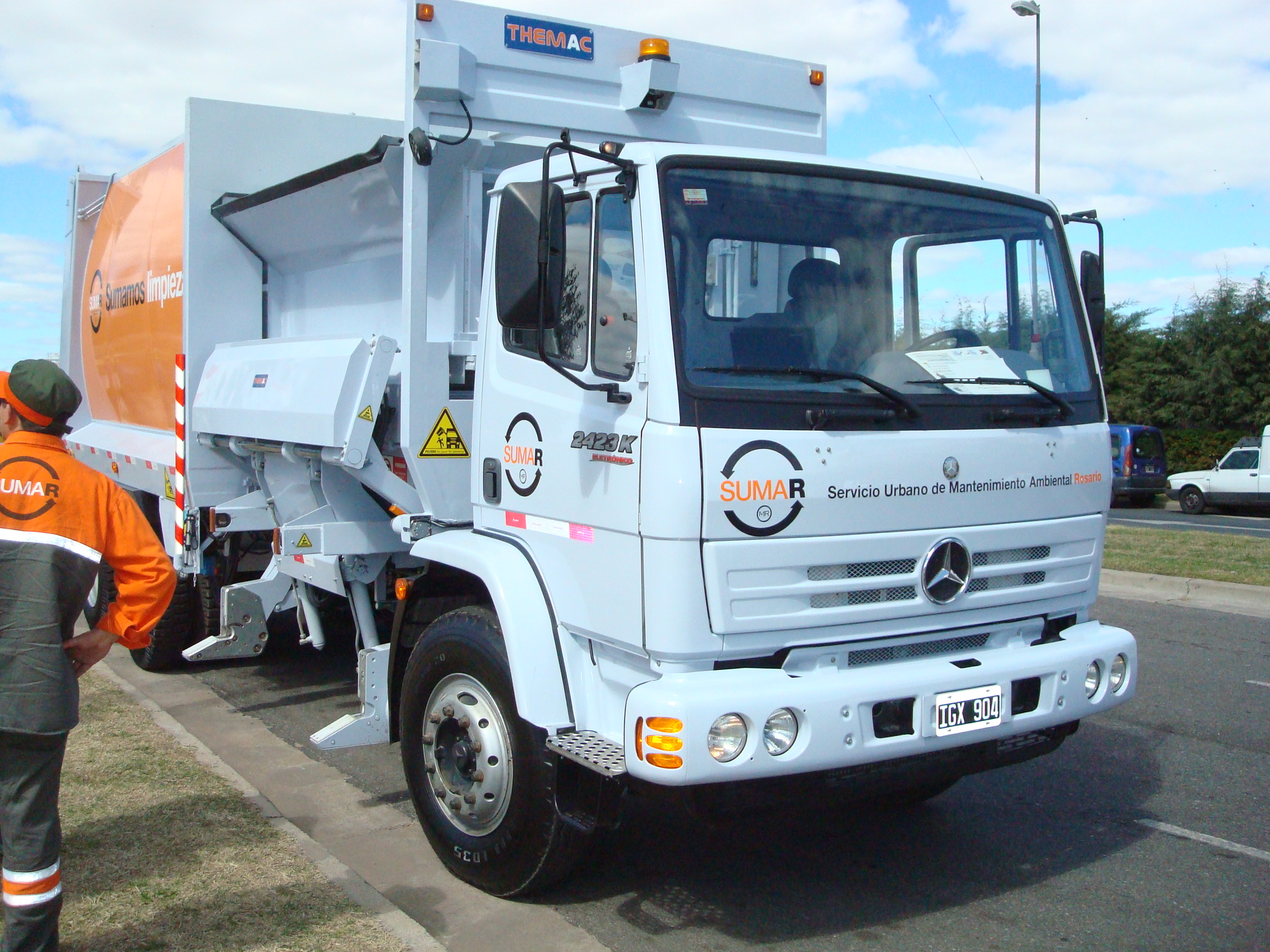
アルゼンチンの収集車。自動サイドローダー
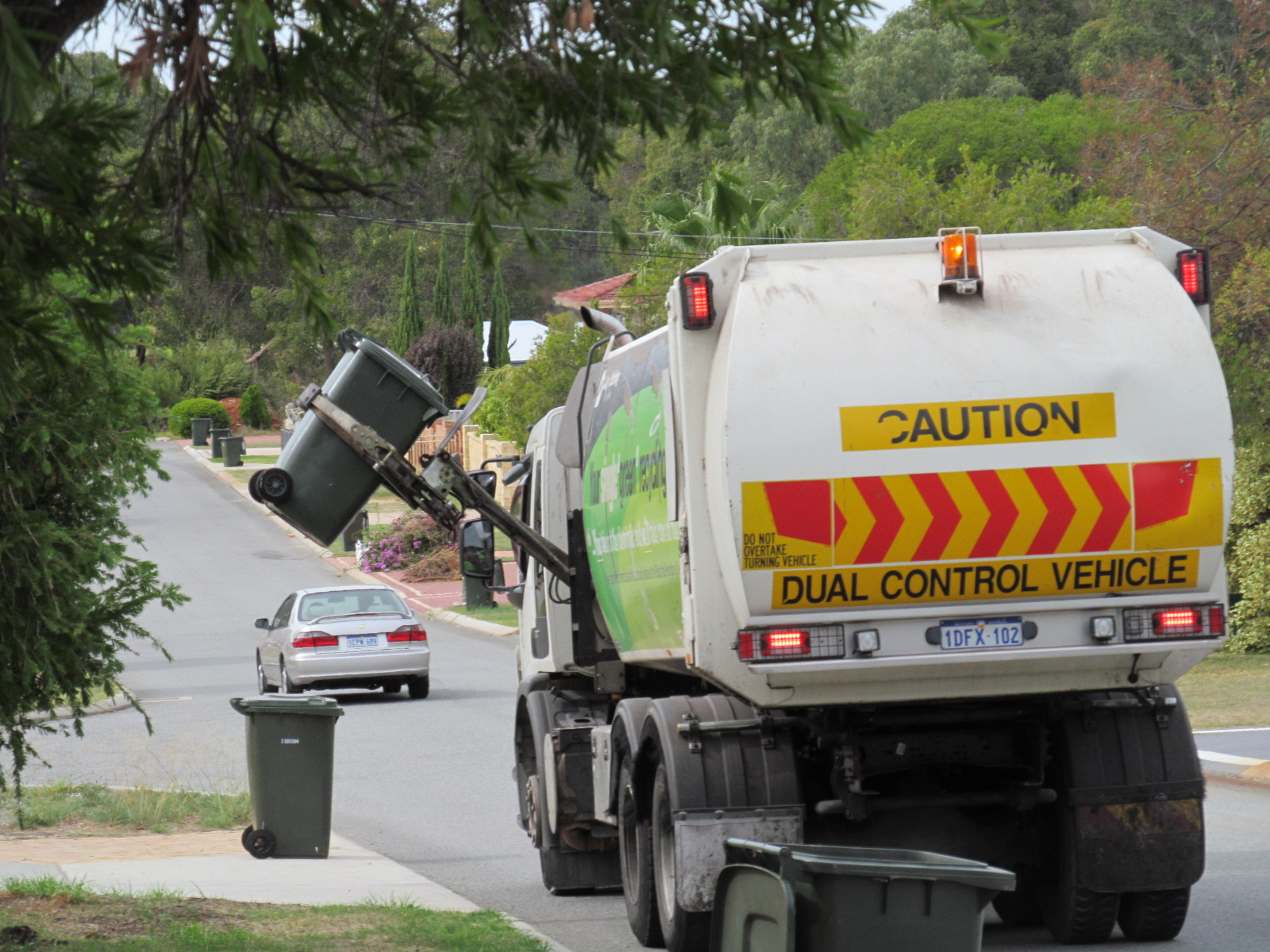
オーストラリアの収集車。自動サイドローダー
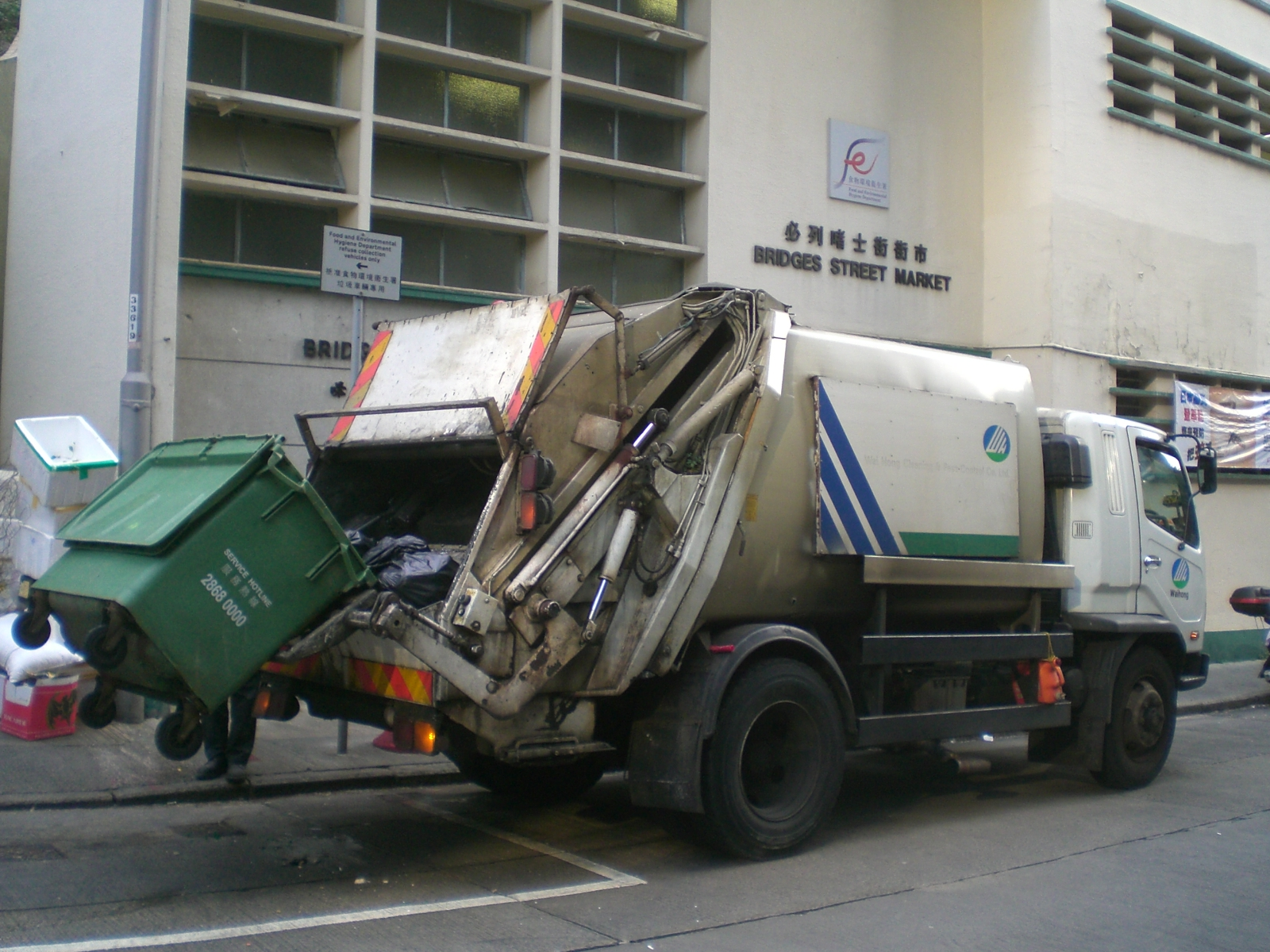
香港の収集車。半自動後部ローダー

## 事故
火災
第176回国会（臨時会）参議院での討論では、日本では収集車火災は年間4000-5000件発生している可能性が指摘されている。原因は、ガスが詰められたスプレー缶、ライター、電池などで、火災が起きた車は、被害によっては廃車となり税金で賄うことになる。
多くの自治体では対策として、分別をしっかりして、住宅火災が起きないようガス抜きキャップなどを使って残りのガスを抜く等の対策を呼び掛けている。
巻き込まれ
作業員が巻き込まれる事故が起きる。